# تصوير الأوعية بالطرح الرقمي
تصوير الأوعية بالطرح الرقمي (بالإنجليزية: Digital subtraction angiography)‏ هو تقنية تنظير تفلوري تُستخدم في الأشعة التداخلية لتصور الأوعية الدموية بوضوح في بيئة الأنسجة الرخوة العظمية أو الكثيفة. تقوم على مبدأ طرح الحاسوب لصورتين مسجلتين في ذاكرة الكمبيوتر، الصور قبل وبعد إدخال وسيط التباين في الوعاء مع التخلص من المعلومات الغير ضرورية ومن هنا جاء مصطلح «تصوير الأوعية بالطرح الرقمي». تم وصف تصوير الأوعية بالطرح لأول مرة في عام 1935 وفي المصادر الإنجليزية في عام 1962 كأسلوب يدوي التكنولوجيا الرقمية جعلت تصوير الأوعية بالطرح الرقمي عمليًا بدءًا من السبعينيات.

## التطبيقات
يستخدم تصوير الأوعية بالطرح الرقمي في المقام الأول لتصوير الأوعية الدموية. يفيد في تشخيص وعلاج انسداد الشرايين والوريدية، بما في ذلك تضيق الشريان السباتي، والانصمام رئوي، ونقص الأكسجين الطرفي الحاد؛ تضيق الشرايين، وهو مفيد بشكل خاص للمتبرعين المحتملين بالكلى في الكشف عن تضيق الشريان الكلوي؛ تمدد الأوعية الدموية الدماغية والتشوهات الشريانية الوريدية.